# 小行星75823
小行星75823（75823 Csokonai）是一颗绕太阳运转的小行星，为主小行星带小行星。该小行星于2000年1月20日发现。
該小行星以匈牙利詩人索孔納伊·米哈伊命名。

## 轨道参数
小行星75823的轨道半长轴为463 696 974 km，3.0995787 UA，离心率为0.094。